# 王立軍
王 立軍（おう りつぐん、モンゴル語：ᠦᠨᠡᠨ
ᠪᠠᠭᠠᠲᠣᠷ、転写：Ünenbaɡatur、ウネン・バートル、烏恩巴特爾）は中華人民共和国の官僚、政治家。内モンゴル自治区アルシャン市出身で父がモンゴル族、母は漢族。

## 軍
1978年4月 - 1981年3月までは、中国人民解放軍で、基本建設工程兵第41支隊で運転手をつとめていた。1981年3月、満期で除隊した。その後、内モンゴル自治区アルシャン林業局で働いた。
1982年12月、王立軍は遼寧省鉄法市商業局食品公司運輸隊の運転手となった。

## 警察
- 1984年8月に警察官になる。

当時、王が勤務していた遼寧省鉄法市の暁南地区は治安が悪く、暁南派出所所長が殺害される事件が発生した。事件後、王立軍は新暁南派出所副所長となった。
- 1988年10月、暁南派出所所長に任命された。在任中、王立軍は、犯罪者の逮捕に全力を注ぎ地区の治安を改善した。
- 1991年3月、大明派出所所長に異動。
- 1991年末に、中国人民警官大学管理班脱産進修課程で一年間学ぶ。同時に鉄法市公安局副局長兼大明派出所所長に任命された。
- その後は、遼寧省鉄嶺市公安局副局長、錦州市公安局局長、重慶市公安局局長、武警重慶総隊第一政治委員を経て重慶市副市長。仕事熱心で有名であり、全国公安系統一級英雄模範、全国労働模範に前後して選ばれ、人民警察副総裁警監の階級になった。2011年に第11回全国人民代表に選ばれる。
- 遼寧省鉄嶺市公安局在籍時には地元の四大マフィア組織を撲滅させ、マフィア相手に数々の功績を挙げた。マフィアと本格的に対峙したためにマフィア組織から狙われ、職場で仮眠を取っていた時に建物ごと爆破されたり、至近距離から銃撃を受けて病院で約20日間生死を彷徨ったこともあった。これらの武勇伝を元に、彼をモデルにしたTVドラマ「鉄血警魂」が放映された。
- 薄熙来が重慶市委書記にあった時期に「重慶打黒除悪専項行動」を始めると、王は直ちにマフィア取り締まりの主要責任者となった。犯罪組織に打撃を与える同時に、重慶市司法局前任局長の文強を含む犯罪組織と癒着した公務員を摘発し、公安局内部の組織改革と幹部の整頓に着手した。インターネット上では、唐朝の武則天時代の酷吏だった「来俊臣」のニックネームがある。王立軍は刑事科学において学術方面にも造詣があり、国際法医頭顱面鑑定協会副主席のため、北京大学法学院で刑法所の研究員を担当し、同時に浙江大学、東北財政経済大学、西南政法大学、第三軍医大学、重慶大学、北京郵電大学などの大学の兼任教授、法医学専門家として招聘された。

## 事件
2012年2月6日、突然アメリカ合衆国駐成都総領事館に駆け込み、重慶市政府に直ちに王の休職を発表した。また、王が薄の妻・谷開来のイギリス人殺害事件を中央政府に報告したとも報じられた。薄の親族の犯罪をも捜査したことから、身の危険を感じたためとされる。王の駆け込み事件が切っ掛けになり、薄のスキャンダル発覚・失脚に繋がった（薄熙来事件）。しかし、アメリカのゲイリー・フェイ・ロック駐中国大使は、王の亡命要求を拒否し、速やかに中国側に身柄を引き渡した。アメリカでは、このロックの行動に批判の声が上がった。
2012年9月5日、成都市人民検察院は、収賄や職権乱用などの罪で王を起訴。9月24日、成都市中級人民法院は、王に懲役15年を言い渡した。

## 参照
- 薄熙来事件